# Bukan (circoscrizione elettorale)
La Circoscrizione di Bukan è un collegio elettorale iraniano istituito per l'elezione dell'Assemblea consultiva islamica. 

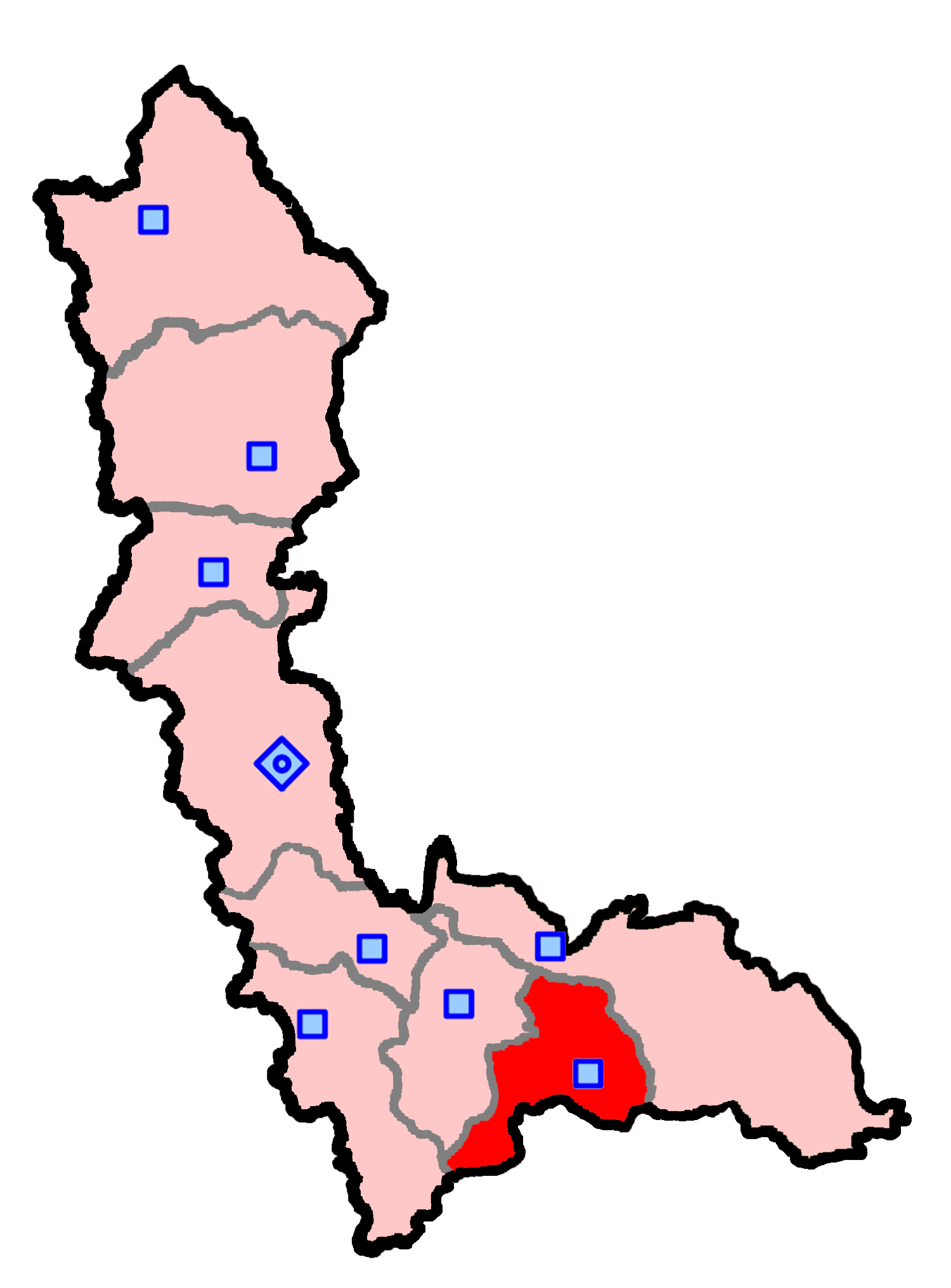
La circoscrizione di Mianeh, all'interno dell'Azerbaigian Occidentale

## Elezioni
Mohammad Qasim Osmani è il rappresentante della circoscrizione dal 2008: ha vinto infatti le elezioni parlamentari del 2008, del 2012 e del 2016.
|-